# Pseudostigma aberrans
Pseudostigma aberrans är en trollsländeart som först beskrevs av Selys 1860.  Pseudostigma aberrans ingår i släktet Pseudostigma och familjen Pseudostigmatidae. Inga underarter finns listade i Catalogue of Life.